# Stiff Little Fingers
Stiff Little Fingers es una banda de punk rock norirlandesa nacida en 1977, primero bajo el nombre de Highway Star, después de ver la presentación de The Clash, comenzaron a tocar covers punk y cambiaron el nombre por un tema de The Vibrators.

## Discografía

### Singles y EP
- «Suspect Device», 1978
- «Alternative Ulster», 1978
- «Gotta Gettaway», 1979
- «Straw Dogs», 1979
- «At the Edge», 1980
- «Nobody's Hero», 1980
- «Back to Front», 1980
- «Just Fade Away», 1981
- «Silver Lining», 1981
- «£1.10 Or Less», EP ("Listen"/"That's When Your Blood Bumps"/"Sad-Eyed People"/"Two Guitars Clash"), 1982
- «Talkback», 1982
- «Bits of Kids», 1982
- «Price of Admission», 1982
- «Beirut Moon», 1991
- «Get a Life», 1994
- «Guitar and Drum», 2004

### Álbumes de estudio
- Inflammable Material, 1979
- Nobody's Heroes, 1980
- Go for It, 1981
- Now Then..., 1982
- Flags and Emblems, 1991
- Get a Life, 1994
- Tinderbox, 1997
- Hope Street, 1999
- Guitar and Drum, 2004
- No Going Back, 2014

### Álbumes compilados y en directo
- The Christmas Album, 1979
- Broken Fingers/Live In Aberdeen, 1979
- Hanx!, 1980
- All the Best, 1983
- Live and Loud, 1988
- No Sleep 'Til Belfast, 1988
- Greatest Hits Live, 1988
- See You Up There, 1989
- The Peel Sessions Album, 1989
- Alternative Chartbusters, 1991
- Fly The Flags, 1994 (o 1991, dependiendo de la fuente)
- Handheld and Rigidly Digital, 1999
- Tin Soldiers, 2000
- The Radio One Sessions, 2003
- Fifteen and Counting... Live at the Barrowland 17th March 2006, 2006
- Live In Aberdeen 1979, 2007

- Datos: Q1538935
- Multimedia: Stiff Little Fingers / Q1538935